# Damocloide
Os damocloides (AO 1945: damoclóides) são corpos menores do sistema solar como 5335 Dâmocles e 1996 PW que têm órbitas muito excêntricas semelhantes às do cometa Halley, mas que não mostram a coma típica dos cometas.